# Struktura organizacyjna Wojska Polskiego w 1949
Pokojowa struktura organizacyjna Wojska Polskiego w 1949 – struktura organizacyjna ludowego Wojska Polskiego obowiązująca w 1949 roku na czas pokoju.

## Jednostki centralnego podporządkowania
- pułk łączności Ministerstwa Obrony Narodowej

## Dowództwo OW IWarszawa
- 1 Warszawska Dywizja Piechoty Legionowo
- 15 Dywizja Piechoty – Olsztyn
  - 50 pułk piechoty – Olsztyn
  - 53 pułk piechoty – Ostróda
  - 54 pułk piechoty – Mrągowo
  - 55 pułk artylerii lekkiej – Morąg
  - 19 dywizjon artylerii przeciwpancernej – Olsztyn
  - 46 batalion saperów – Olsztyn
- 18 Dywizja Piechoty – Ełk
  - 57 pułk piechoty – Suwałki
  - 62 pułk piechoty – Ełk
  - 65 pułk piechoty – Białystok
  - 54 pułk artylerii lekkiej – Giżycko
  - 21 dywizjon artylerii przeciwpancernej – Giżycko
  - 51 batalion saperów – Orzysz
- 1 pułk czołgów – Modlin
- 13 pułk artylerii pancernej – Modlin
- 24 dywizjon artylerii ciężkiej – Morąg
- 2 batalion miotaczy ognia – Modlin
- 2 pułk saperów – Kazuń
- szkolny pułk łączności – Zegrze
- okręgowy batalion łączności – Warszawa

## Dowództwo OW IIBydgoszcz
- 12 Dywizja Piechoty – Szczecin
  - 39 pułk piechoty – Trzebiatów
  - 41 pułk piechoty – Szczecin
  - 43 pułk piechoty – Stargard
  - 34 pułk artylerii lekkiej – Kołobrzeg
  - 15 dywizjon artylerii przeciwpancernej – Kołobrzeg
  - 17 batalion saperów – Szczecin
- 16 Dywizja Piechoty – Gdańsk
  - 51 pułk piechoty – Malbork
  - 55 Elbląski Pułk Piechoty – Elbląg
  - 60 pułk piechoty – Gdańsk
  - 41 pułk artylerii lekkiej– Gdańsk
  - 20 dywizjon artylerii przeciwpancernej – Elbląg
  - 47 batalion saperów – Gdańsk–Oliwa

- 13 Brygada Artylerii Ciężkiej – Grudziądz
- 9 pułk czołgów – Szczecin
- 4 pułk czołgów ciężkich – Elbląg
- 5 pułk saperów – Szczecin
- 76 pułk artylerii – Toruń
- 88 pułk artylerii przeciwlotniczej – Koszalin
- 1 zmotoryzowany pułk pontonowy – Włocławek
- 30 dywizjon artylerii ciężkiej – Słupsk
- 2 okręgowy batalion łączności – Bydgoszcz

## Dowództwo OW IIIPoznań
- 4 Pomorska Dywizja Piechoty – Kalisz
  - 10 pułk piechoty – Ostrów Wielkopolski
  - 11 pułk piechoty – Leszno
  - 12 pułk piechoty – Pleszew
  - 6 pułk artylerii lekkiej – Krotoszyn
  - 18 dywizjon artylerii przeciwpancernej – Leszno
  - 5 batalion saperów – Kalisz
  - 21 kompania łączności – Kalisz
- 5 Saska Dywizja Piechoty – Sulęcin
  - 13 pułk piechoty – Cibórz
  - 15 pułk piechoty – Skwierzyna
  - 17 pułk piechoty – Międzyrzecz
  - 22 pułk artylerii lekkiej – Sulechów
  - 6 dywizjon artylerii przeciwpancernej – Sulechów
  - 14 batalion saperów – Międzyrzecz
  - 25 kompania łączności – Międzyrzecz
- 8 Drezdeńska Dywizja Piechoty – Łódź
  - 32 Budziszyński Pułk Piechoty – Skierniewice
  - 34 Budziszyński Pułk Piechoty – Łódź
  - 36 Łużycki Pułk Piechoty – Łowicz
  - 37 Łużycki Pułk Artylerii Lekkiej – Skierniewice
  - 18 dywizjon artylerii przeciwpancernej – Skierniewice
  - 5 batalion saperów – Gałkówek
  - 21 kompania łączności – Łódź
- 12 Brygada Artylerii Ciężkiej – Gniezno
- 2 pułk czołgów – Września
- 28 pułk artylerii pancernej – Śrem
- 86 pułk artylerii przeciwlotniczej – Poznań
- szkolny pułk telegraficzno–telefoniczny – Zgierz
- 3 okręgowy batalion łączności – Poznań

## Dowództwo OW IVWrocław
- 7 Łużycka Dywizja Piechoty – Bytom
  - 33 Nyski Pułk Piechoty – Nysa
  - 35 pułk piechoty – Tarnowskie Góry
  - 37 pułk piechoty – Chorzów
  - 38 Łużycki Pułk Artylerii Lekkiej – Koźle
  - 10 dywizjon artylerii przeciwpancernej – Tarnowskie Góry
  - 18 batalion saperów – Bytom
  - 21 kompania łączności – Bytom
- 10 Sudecka Dywizja Piechoty – Jelenia Góra
  - 25 pułk piechoty – Wrocław
  - 27 pułk piechoty – Kłodzko
  - 29 pułk piechoty – Jelenia Góra
  - 39 pułk artylerii lekkiej – Strzegom
  - 13 dywizjon artylerii przeciwpancernej – Kłodzko
  - 21 batalion saperów – Jelenia Góra
- 11 Dywizja Piechoty – Żagań
  - 38 pułk piechoty – Kożuchów
  - 40 pułk piechoty – Bolesławiec
  - 42 pułk piechoty – Żary
  - 33 pułk artylerii lekkiej – Żary
  - 14 dywizjon artylerii przeciwpancernej – Żary
  - 16 batalion saperów – Żary
- 14 Brygada Artylerii Ciężkiej – Strachów
- 6 pułk czołgów ciężkich – Bolesławiec
- 24 pułk artylerii pancernej – Opole
- 25 pułk artylerii pancernej – Żary
- 84 pułk artylerii przeciwlotniczej – Brzeg
- 1 pułk saperów – Brzeg
- 4 okręgowy batalion łączności – Wrocław

## Dowództwo OW VKraków
- 6 Pomorska Dywizja Piechoty – Kraków
  - 14 pułk piechoty – Tarnów
  - 16 pułk piechoty – Kraków
  - 18 pułk piechoty – Wadowice
  - 23 pułk artylerii lekkiej – Biała
  - 5 dywizjon artylerii przeciwpancernej – Nowy Sącz
  - 13 batalion saperów – Kraków
- 9 Drezdeńska Dywizja Piechoty – Rzeszów
  - 26 pułk piechoty – Sanok
  - 28 pułk piechoty – Przemyśl
  - 30 pułk piechoty – Rzeszów
  - 40 pułk artylerii lekkiej – Jarosław
  - 12 dywizjon artylerii przeciwpancernej – Łańcut
  - 20 batalion saperów – Dębica
- 8 pułk czołgów – Żurawica
- 5 okręgowy batalion łączności – Kraków

## Dowództwo OW VIILublin
- 2 Warszawska Dywizja Piechoty – Kielce
  - 4 pułk piechoty – Kielce
  - 5 pułk piechoty – Piotrków Trybunalski
  - 6 pułk piechoty – Częstochowa
  - 2 pułk artylerii lekkiej – Radom
  - 2 dywizjon artylerii przeciwpancernej – Radom
  - 2 batalion saperów – Kielce
- 3 Pomorska Dywizja Piechoty – Lublin
  - 7 pułk piechoty – Lublin
  - 8 pułk piechoty – Zamość
  - 9 pułk piechoty – Hrubieszów
  - 5 pułk artylerii lekkiej – Chełm
  - 3 dywizjon artylerii przeciwpancernej – Lublin
  - 4 batalion saperów – Zamość
- 14 Dywizja Piechoty – Siedlce
  - 45 pułk piechoty – Siedlce
  - 47 pułk piechoty – Biała Podlaska
  - 49 pułk piechoty – Włodawa
  - 36 pułk artylerii lekkiej– Siedlce
  - 17 dywizjon artylerii przeciwpancernej – Siedlce
  - 41 batalion saperów – Puławy

- 25 dywizjon artylerii ciężkiej – Lublin
- 7 okręgowy batalion łączności – Lublin

## Wojska Lotnicze
- 1 pułk lotnictwa myśliwskiego – Nowy Dwór Mazowiecki
- 2 pułk lotnictwa myśliwskiego – Kraków
- 3 pułk lotnictwa myśliwskiego – Babie Doły
- 4 pułk lotnictwa szturmowego – Bydgoszcz
- 5 pułk lotnictwa szturmowego – Elbląg
- 6 pułk lotnictwa szturmowego – Wrocław
- 7 pułk bombowców nurkujących – Poznań
- specjalny pułk lotniczy – Okęcie
- Oficerska Szkoła Lotnicza w Dęblinie
- Techniczna Szkoła Lotnicza w Boernerowie
- eskadra aerofotogrametryczna
- eskadra Marynarki Wojennej – Wicko Morskie

## Marynarka Wojenna
- Dowództwo i Sztab Główny oraz Kierownictwo Administracyjno–Techniczne[1]
- Baza Główna w Gdyni
  - rejony Gdyni, Helu i Westerplatte oraz Sobieszewo
  - Zakłady Remontowe Marynarki Wojennej
  - Zakłady Broni Podwodnej
  - Zakłady Uzbrojenia MW
  - dwie elektrownie
  - składnice i magazyny materiałów technicznych, sprzętu hydrograficznego, łączności, materiałów pędnych i smarów, sanitarną, mundurowo–taborową i żywnościową
  - szpital MW wraz z polikliniką
  - Komenda Portu w Gdyni
- Bazy pomocnicze w Świnoujściu i Kołobrzegu w fazie początkowej organizacji
  - Dowództwo SON
  - Komenda Portu Wojennego Świnoujście
  - Komenda Portu Wojennego Kołobrzeg
- Biuro Hydrograficzne MW z podległymi mu okrętami
- Szefostwo Inżynierii MW
  - batalion saperów na Helu
  - kompania saperów w Świnoujściu
- Flota[2]
  - trzydzieści trzy okręty bojowe[3]
  - okręty pomocnicze[4]
- Aryleria nadbrzeżna
  - bateria artylerii stałej w Redłowie
  - bateria artylerii stałej na Helu
  - bateria artylerii nadbrzeżnej w budowie – Janogród
  - trzy baterie w początkowym stadium budowy[5]
- Lotnictwo
  - eskadra lotnictwa MW w Wieku Morskim i w Słupsku
  - lotniska w Pucku, Słupsku, Wieku Morskim i w Dziwnowie
- Łączność
  - czternaście stałych punktów obserwacyjnych, wchodzących w skład dwóch komend odcinków (Kołobrzeg i Łeba)
  - batalion łączności na Oksywiu
  - kompania łączności w Świnoujściu
- Szkolnictwo
  - Oficerska Szkoła MW
  - Szkoła Podoficerów Zawodowych
  - Szkoła Specjalistów Morskich
- Kadra MW

## Razem

### Wojska lądowe
116 975 żołnierzy (87% stanu ogólnego)
211 czołgów
- 22 IS–2
- 189 T–34–85

160 dział samobieżnych
- 72 SU–76
- 50 SU–85
- 2 SU–100
- 26 ISU–122
- 10 SU/ISU–152
- 43 samochody pancerne BA–64

1980 dział
- 144 haubicoarmaty 152 mm
- 477 armat i haubic 122 mm
- 634 armaty 76 mm ZIS–3
- 45 armat pułkowych 76 mm
- 432 armaty ppanc 45 mm
- 48 armat ppanc 57 mm
- 1747 moździerzy 120, 82 i 50 mm

101 armat plot
- 56 armat plot 85 mm
- 45 armat plot 37 mm
- 4 wyrzutnie rakietowe BM–13

### Wojska lotnicze
8500 żołnierzy (6,7% ogólnego stanu)
595 samolotów
- 396 bojowych
  - 55 Jak–9T/M
  - 91 Jak–9P
  - 18 Jak–9W
  - 129 Ił–2
  - 40 Ił–1O
  - 46 Pe–2

### Marynarka Wojenna
7906 marynarzy
okręty
- 33 okręty bojowe
- 50 pomocniczych jednostek pływających

(były to okręty o małej zdolności bojowej)
artyleria
- 12 dział morskich 130 mm
- 5 francuskich dział 194 mm (o małej wartości bojowej)

Samoloty
- 9 Ił–2
- 4 Jak–9P
- 3 Pe–2
- 3 Po–2